# Aeroportul Laï
Aeroportul Laï (IATA: LTC, ICAO: FTTH) este un aeroport din Ciad ce deservește zona Laï. A fost numit după zona deservită.
Situat la o altitudine de 357 m, aeroportul dispune de o singură pistă.